# Вацлав II (князь Чехии)
Вацлав (Венцеслав) II (чеш. Václav II.; 1137 — ок. 1192) — князь Брно 1173—1177, князь Оломоуца 1174—1179, князь Чехии 1191—1192, младший из четырёх сыновей князя Чехии Собеслава I и Аделаиды (Адлеты) Венгерской.

## Биография
Вацлав родился в 1137 году, вероятно в Праге. В момент смерти отца он был ребёнком. О молодых годах его ничего не известно, вероятно он жил в Венгрии или Польше, а затем на территории Священной Римской империи. В 1172 году он вместе со старшим братом Ольдржихом был принят при дворе императора Фридриха I Барбароссы.
После того, как император Фридрих I в 1173 году передал чешский престол Собеславу II, старшему брату Вацлава, тот вместе с Ольдржихом смог вернуться в Чехию. Собеслав II выделил своим братьям уделы в Моравии: Вацлав получил Брненское княжество, а Ольдржих — Оломоуцкое. В 1174 году Вацлав стал и соправителем брата в Оломоуце.
После смерти Олджиха в 1177 году Вацлав стал единовластным правителем Оломоуцкого княжества, однако он потерял Брненский удел, захваченный зноемским князем Конрадом III Отой.
В 1178 году Собеслав II лишился чешского престола, свергнутый князем Бедржихом (Фридрихом). Конрад Ота решил воспользоваться этим, чтобы присоединить к своим владениям и Оломоуцкий удел. При помощи австрийского герцога Леопольда V он осадил Оломоуц, но успеха не добился. Вацлав поддерживал Собеслава II в борьбе за чешский престол, однако после того, как Бедржих в 1179 году при помощи Конрада Оты разбил под Прагой армию Собеслава II, Вацлаву пришлось бежать в Венгрию. Оломоуц Бедржих отдал своему единокровному брату Пржемыслу Отакару.
Собеслав II умер в 1180 году, его претензии на чешский престол унаследовал Вацлав. Он попробовал воспользоваться восстанием чешской знати против Бедржиха, который в 1182 году был свергнут с престола Конраом Отой.  В 1184 году Вацлав вернулся в Чехию, однако при помощи императора Фридриха I Бедржих в 1185 году был восстановлен на престоле.
После смерти Бедржиха в 1189 году его сменил Конрад Ота, ставший к тому моменту маркграфом Моравии. Вацлав достаточно быстро нашёл общий язык с Конрадом, поскольку у них были общие враги — братья Бедржиха. После смерти 1191 году Конрада на его место чешская знать избрала Вацлава. Однако вскоре против него выступил епископ Праги Генрих Бржетислав, обратившийся к новому императору Генриху VI. В результате император за обещанное ему вознаграждение в 6000 гривен серебра в 1192 году сместил Вацлава, поставив на его место Пржемысла Отакара. Вацлав оказался в заключении и вскоре умер.
Женат Вацлав не был и детей не оставил.